# چارلز هاربیج
چارلز هاربیج (انگلیسی: Charles Harbidge; ۱۵ ژوئیهٔ ۱۸۹۱ – ۱۰ اکتبر ۱۹۸۰) بازیکن فوتبال اهل انگلستان بود.
از باشگاه‌هایی که در آن بازی کرده‌است می‌توان به باشگاه فوتبال ردینگ اشاره کرد.
وی همچنین در تیم فوتبال المپیک بریتانیای کبیر بازی کرده‌است.